# Râul Saigon

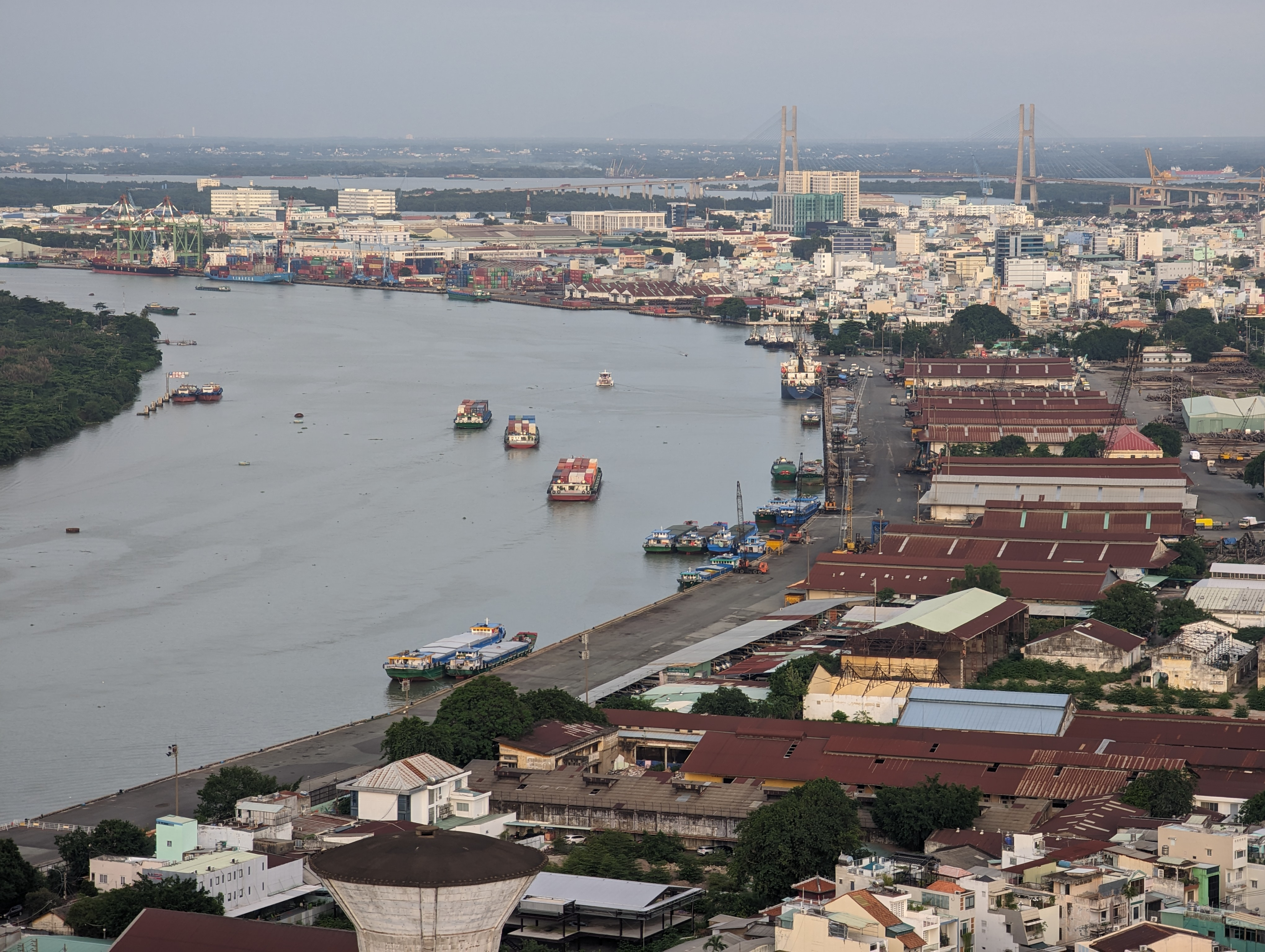
Portul Saigon în Districtul 4 din oraşul Ho Și Min

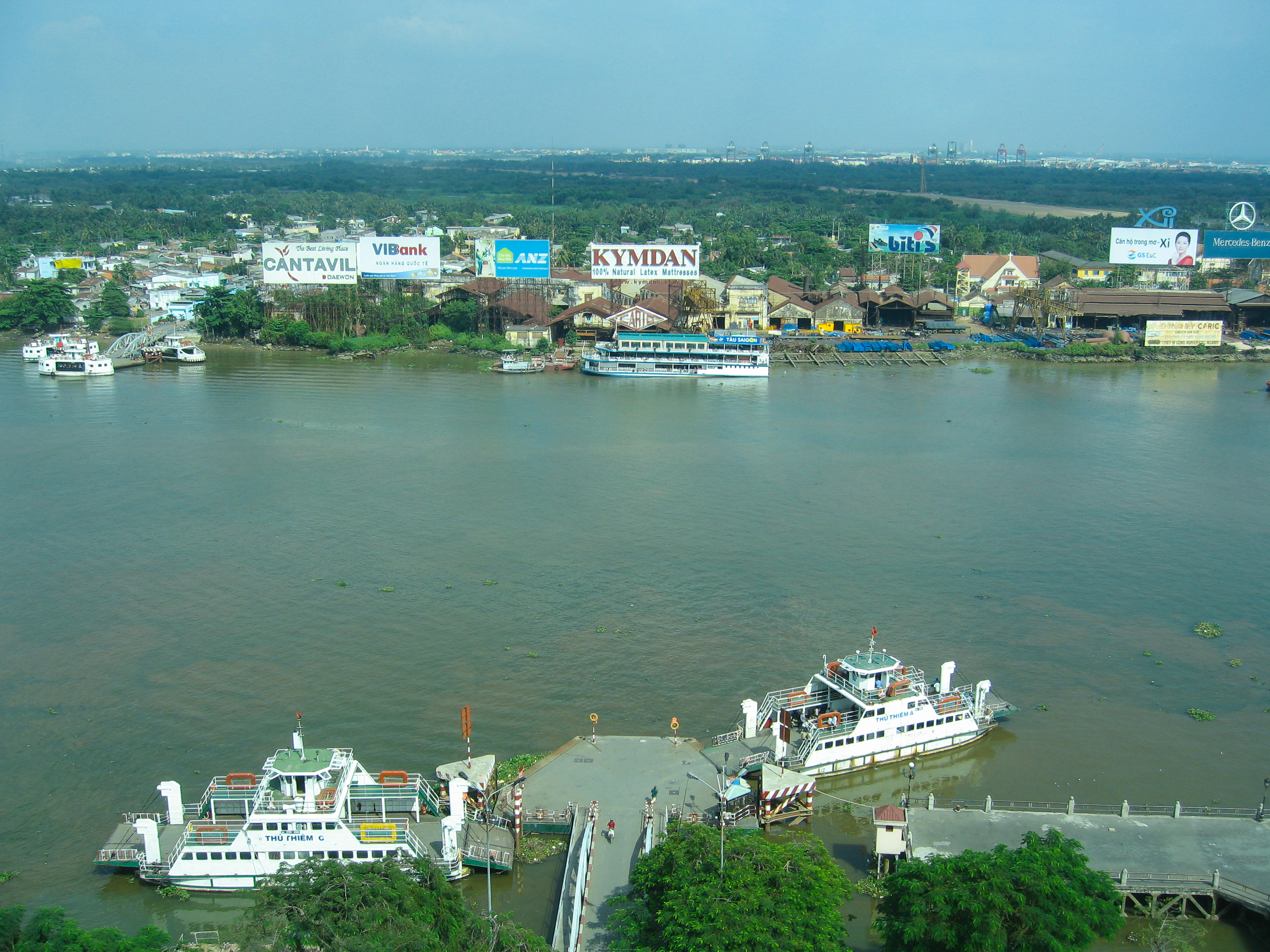
Feriboturi pe râul Saigon

Râul Saigon (în vietnameză Sông Sài Gòn) este un râu ce curge în partea sudică a statului Vietnam. Izvorăște din zona Phum Daung din Cambodgia de sud-est, curge spre sud și sud-est 225 de km (140 de mile) și se varsă în râul Nha Be, care, la rândul său, se varsă în Marea Chinei de Sud la 20 de km nord-est de Delta Mekongului.
Râul Saigon se unește cu râul Dong Nai la 29 de km nord-est de orașul Ho Și Min și cu râul Ben Cat în apropierea aceluiași oraș. El este important deoarece reprezintă sursa principală de apă din Ho Și Min și gazda portului Saigon, al cărui volum de marfă în 2006 era de 35 de milioane de tone metrice.